# Толочные песни
Толочные песни (бел. талочныя песні, талаковыя песні, талачанскія песні) — разновидность календарно-обрядовых песен, сопровождавших работу земледельца на толоке.
В зависимости от вида работ и сезонности работ обычно выделяют три группы толочных песен: весенние, жатвенные и осенние. Самые многочисленные — весенние, которые и предопределили природу жанра. Они хорошо передают атмосферу работы, характерный для неё подъём и радостное настроение. Антитеза, ирония, искромётный юмор свойственен толочным песням, в которых отражён характер работы участников толоки. В песнях часто звучит обращение к хозяину, которому помогают: ему напоминают о работе и расчёте за неё; при этом в шуточной форме укоряют за якобы недостаточное угощение работников, за излишнюю расчетливость хозяйки. В некоторых песнях звучали и заклинания на хороший урожай, однако преобладали беседные песни: про любовь, переживании молодой жены в чужой семье, отношения со свёкром и свекровью. В весенних песнях преобладает образ толочницы — весёлой и остроумной девушки (женщины) — главной участницы толоки. В жатвенных песен предстаёт картина жатвы, образы жней-толочанок, которые «сжали поле неизмеримое», «смели ниву метёлкой». В них преобладают песни-беседы, которые исполнялись во время застолья после коллективной обработке льна (промывка, трепание, вычёсывание, мятие), озимого сева, молотьбе жита, уборки в поле картофеля. К ним примыкают спорышевые песни (спорыш — олицетворение плодородия и благополучия).